# IIIe siècle en architecture
IIe siècle en architecture - IIIe siècle - IVe siècle en architecture
Cet article concerne les événements concernant l'architecture qui se sont déroulés durant le IIIe siècle.

## Événements
- À Rome, le culte de Mithra arrive sur le Forum Boarium[1], qui n’est plus utilisé comme lieu de vente du bétail[2]. Un jardin continu est créé entre le forum Boarium et le Mons Pincius[3].

## Réalisations

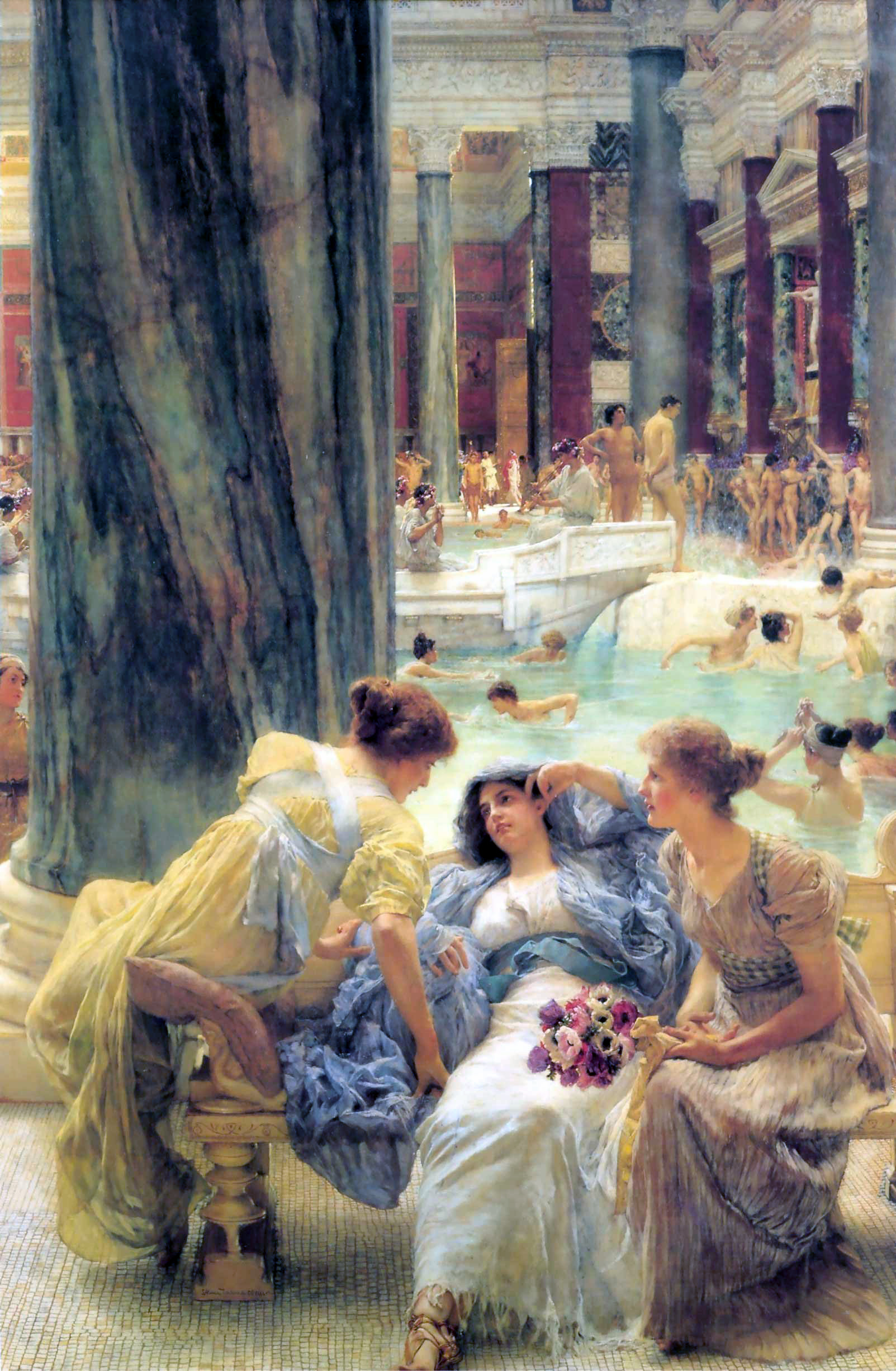
Les thermes de Caracalla à Rome selon Lawrence Alma-Tadema, 1899

- 203 : construction de l'arc de Septime Sévère à Rome. Reconstruction du Portique d'Octavie[4]. Construction du Septizodium[5].
- Vers 204 : construction de l'arc tétrapyle de Septime Sévère à Leptis Magna[4].
- 204 : construction de l'Arc des Argentiers sur le forum Boarium à Rome[6].
- 206-216 : construction des thermes de Caracalla à Rome[4].
- 216 : fin de la construction de la basilique de Leptis Magna, en Tripolitaine, sur l’ordre de Septime Sévère[7].
- Vers 222-235 : construction du temple de Junon Caelestis de Dougga pendant le règne de Sévère Alexandre[8].
- Vers 230-238 : date possible de la construction de l'amphithéâtre d'El Jem sous le proconsulat de Gordien en Afrique[9].
- Vers 253-260 : destruction sous le règne de Valérien de la Stoa d’Eumène, à Athènes, pour construire la nouvelle enceinte de la ville[10].
- Vers 284–305 : construction de la Strata Diocletiana, route fortifiée  au nord du limes Arabicus, de Damas à l'Euphrate via Palmyre[11].
- Vers 290 : embellissement de Trèves qui devient ville impériale sous Dioclétien. La ville s’étend sur 285 ha et compte de 70 000 à 80 000 habitants au IVe siècle[12].

- Synagogue de Stobi en Macédoine[13]. Synagogue de Sardes en Lydie construite vers la fin du siècle[14].

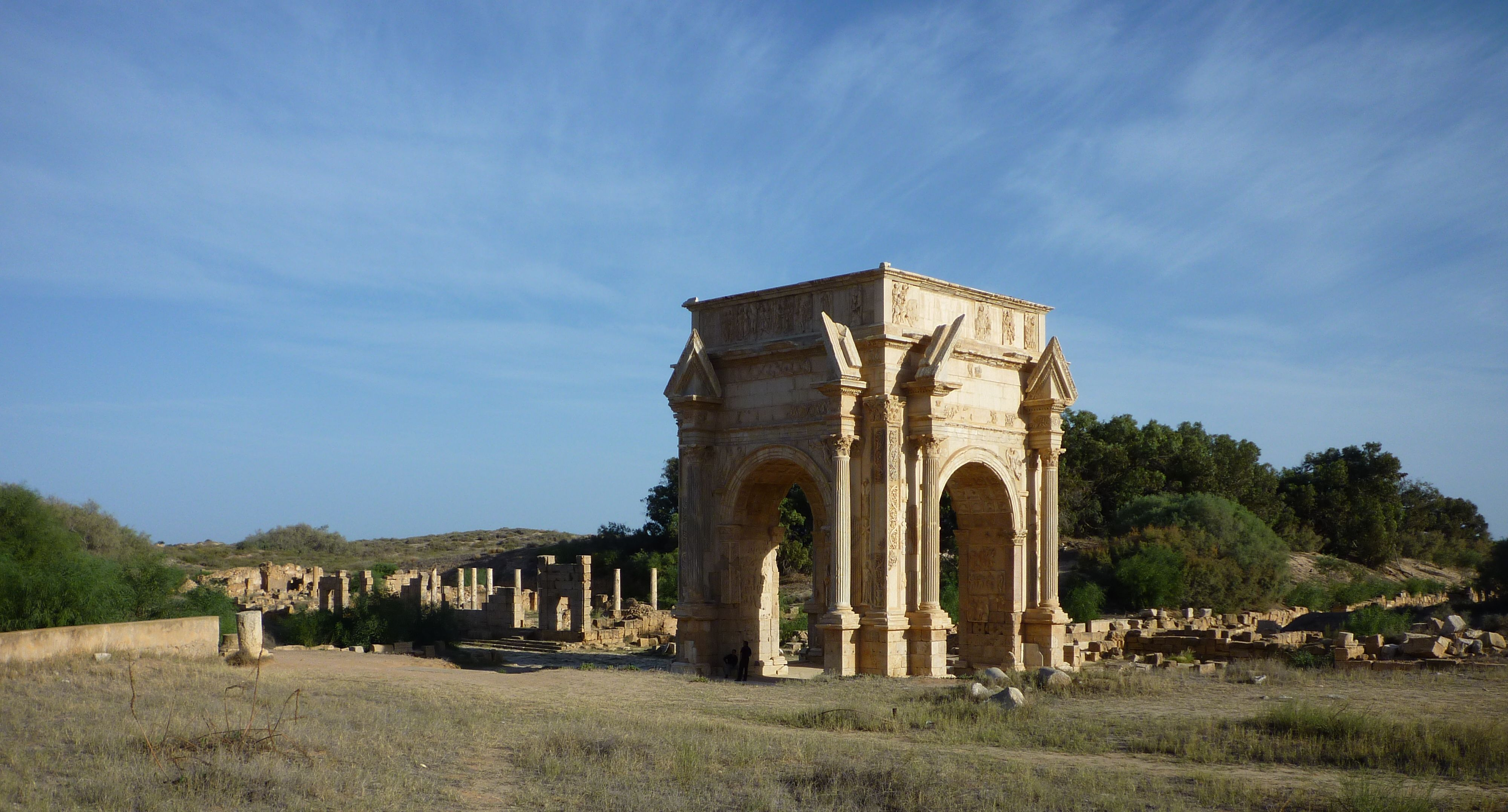
Arc de Leptis Magna.
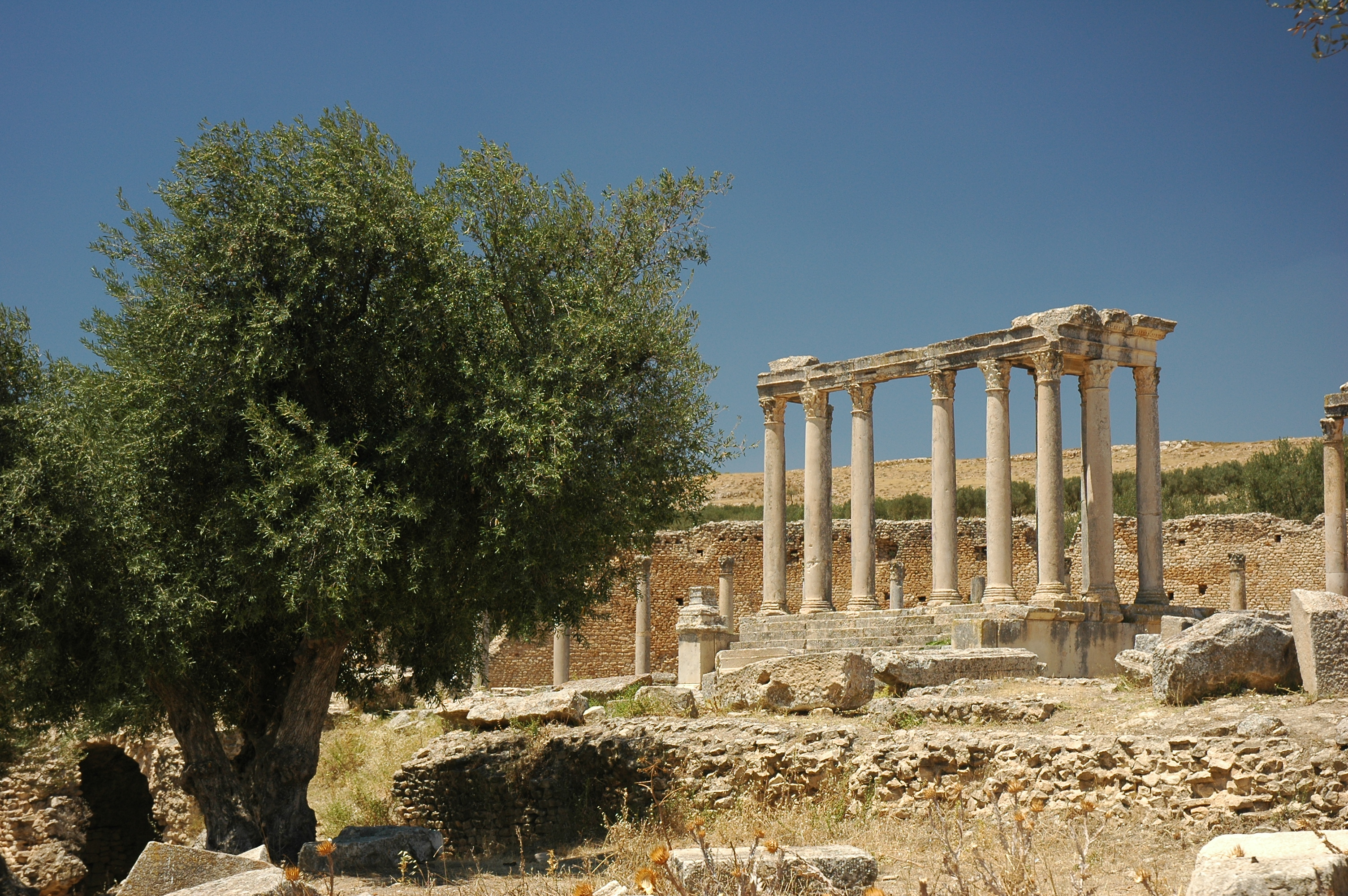
Temple de Junon Caelestis.
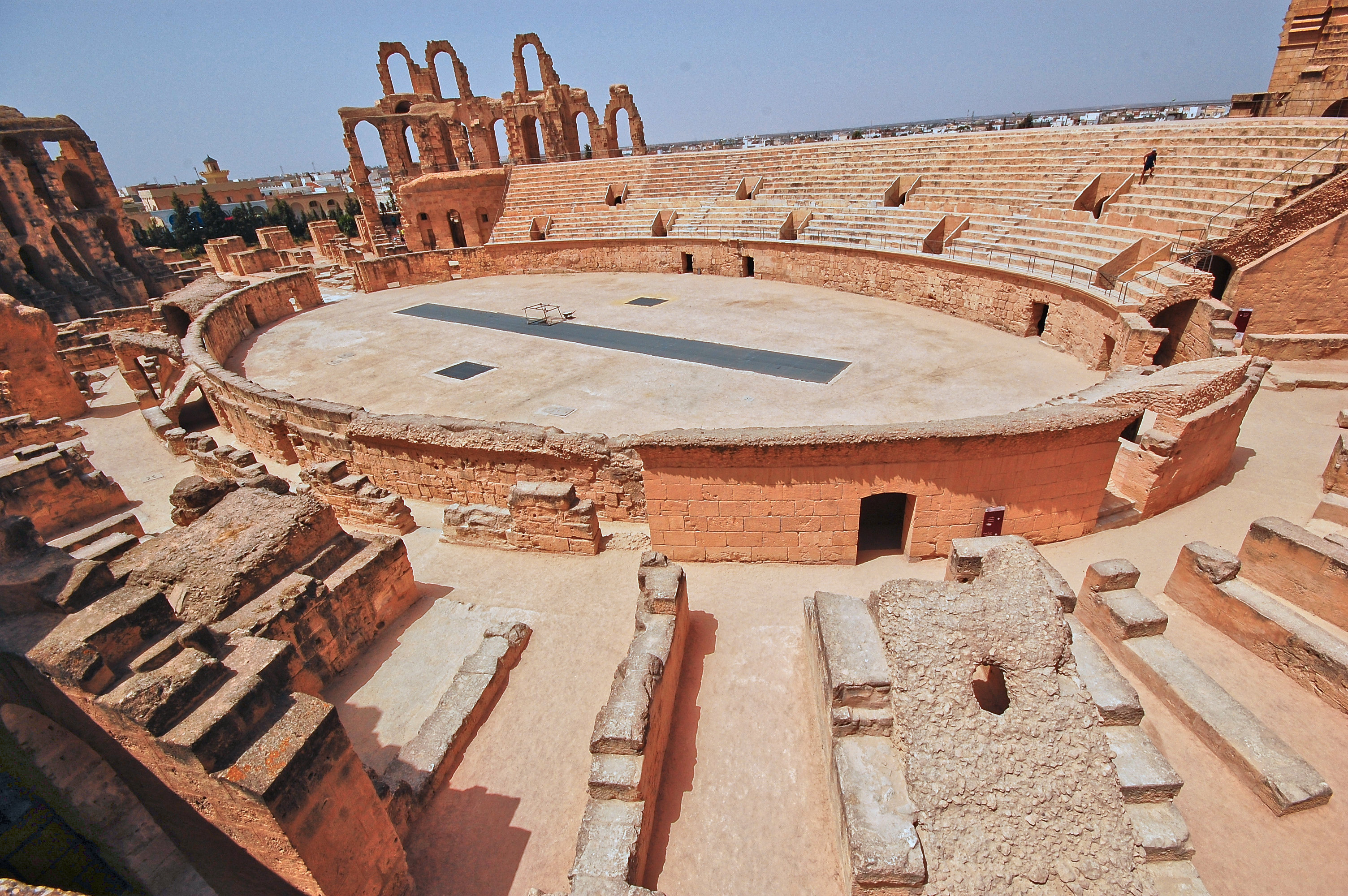
Amphithéâtre d'El Jem.
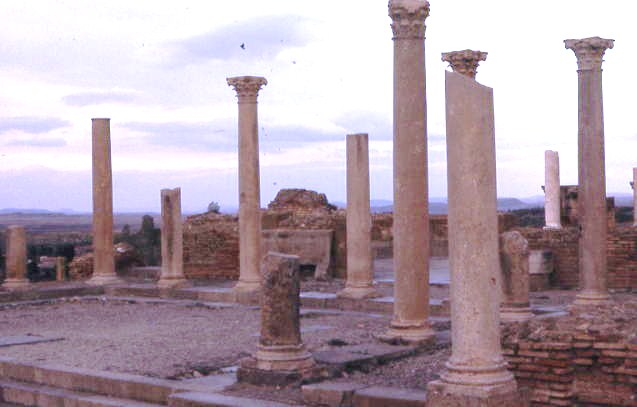
Bibliothèque de Timgad, en Afrique du Nord.